# Sabrina Grigorian
Pour les articles homonymes, voir Grigorian.
Sabrina Grigorian (arménien : Սաբրինա Գրիգորյան), née le 28 juillet 1956 à Rome et morte le 1er janvier 1986 à New York, est une actrice de théâtre d'origine arménienne.

## Biographie
Sabrina Grigorian est issue de l'union entre l'artiste Marcos Grigorian et Flore Adamian. Après le divorce de ses parents, Sabrina est élevée par son père. C'est à Téhéran, dans une école pour enfants doués, que Sabrina effectue ses études primaires. Par la suite, elle s'en va à New York pour y intégrer le lycée de la ville. De retour à Téhéran, elle rencontre Patricia Zich, directrice de théâtre à la Community School, et également directrice de The Masquers, une organisation théâtrale internationale de jeunes adultes de Téhéran. Zich voit en Sabrina une comédienne au talent artistique extraordinaire.
Après l'obtention de son diplôme d'études secondaires, Sabrina va à Londres et auditionne pour intégrer la Guildhall School of Music and Drama. Elle y est admise pour étudier le théâtre. Durant ces années, Sabrina voyage beaucoup. Elle visite les États-Unis, la Suisse, l'Espagne, l'Italie et de nombreux autres endroits, s'abreuvant d'autant de connaissances que possibles. Elle parle couramment plusieurs langues, notamment l'arménien, l'anglais et le français. Elle a également de bonnes notions du persan, de l'italien et de l'espagnol.
Pendant ses années d'études, Sabrina joue une douzaine de rôles différents, allant du second rôle au rôle principal à Téhéran et à Guildhall. Durant sa formation d'actrice à Téhéran et plus tard à la Guildhall School of Music and Drama, Sabrina joue Rosa Gonzalez dans Été et Fumées de Tennessee Williams, Hippolyta dans Le Songe d'une nuit d'été de Shakespeare et d'Emilia dans Othello, Masha dans Les Trois Sœurs d'Anton Tchekhov, Belvidera dans Venise sauvée de Thomas Otway, la Dame noire de l'œuvre de George Bernard Shaw intitulée The Dark Lady of the Sonnets, Margot dans Le Journal d'Anne Frank de Frances Goodrich, Corie dans Pieds nus dans le parc de Neil Simon. Elle a également tenu le rôle de Mme Martin dans La Cantatrice chauve d'Eugène Ionesco et Médée dans l'adaptation d'Euripide de Robinson Jeffers,.
Sabrina a été rédactrice et assistante chercheuse de Gene Shalit, directeur du Today Show sur NBC. Pendant qu'elle travaillait à New York TV, elle a écrit plusieurs articles et critiques sur le théâtre et la musique qui ont été publiés dans Delta Sky Magazine, Ladies' Home Journal, Diversion Magazine et d'autres publications périodiques. Elle a également préparé des scripts pour la visualisation à l'antenne.
Elle meurt à New York le 10 juin 1986.